# ハツェゴプテリクス
ハツェゴプテリクス（Hatzegopteryx）は後期白亜紀に生息したアズダルコ科に属する翼竜。史上最大の翼竜と呼ばれている。

## 発見
発見地はルーマニアのハツェグで、属名はこの発見地に由来する。見つかったのは頭骨と肢骨のみ。

## 特徴
頭骨の長さが3mもある。翼開長は推定11～12mで、同じく史上最大と呼ばれるケツァルコアトルスやアランボウルギアニア(Arambourgiania)と並ぶ。もしケツァルコアトルスより小さかったとしても骨の中空度が低いため、それ(推定70kg)より重い可能性が高い。重すぎて飛べなかったとする説もある。

## 画像

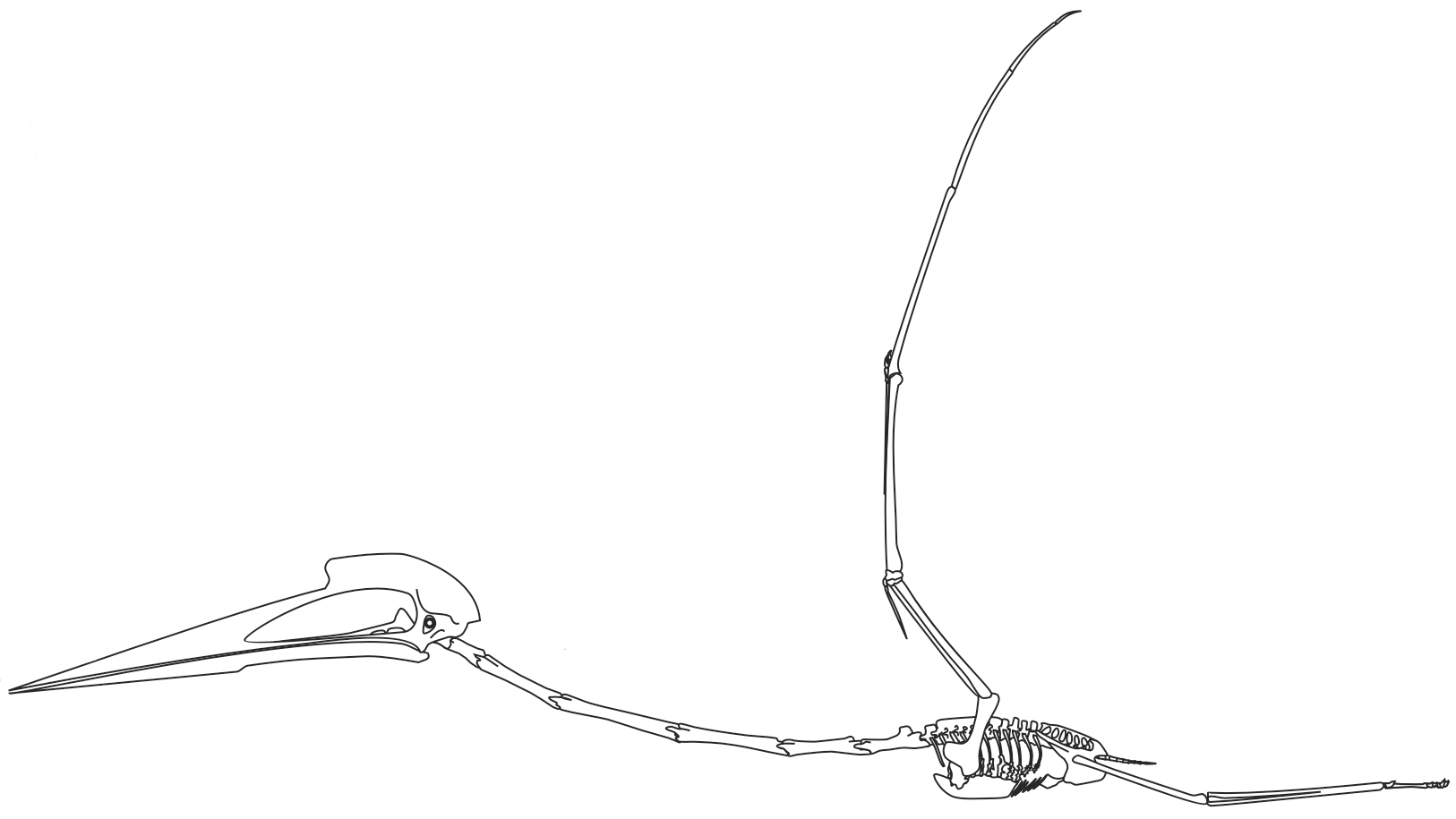
骨格図
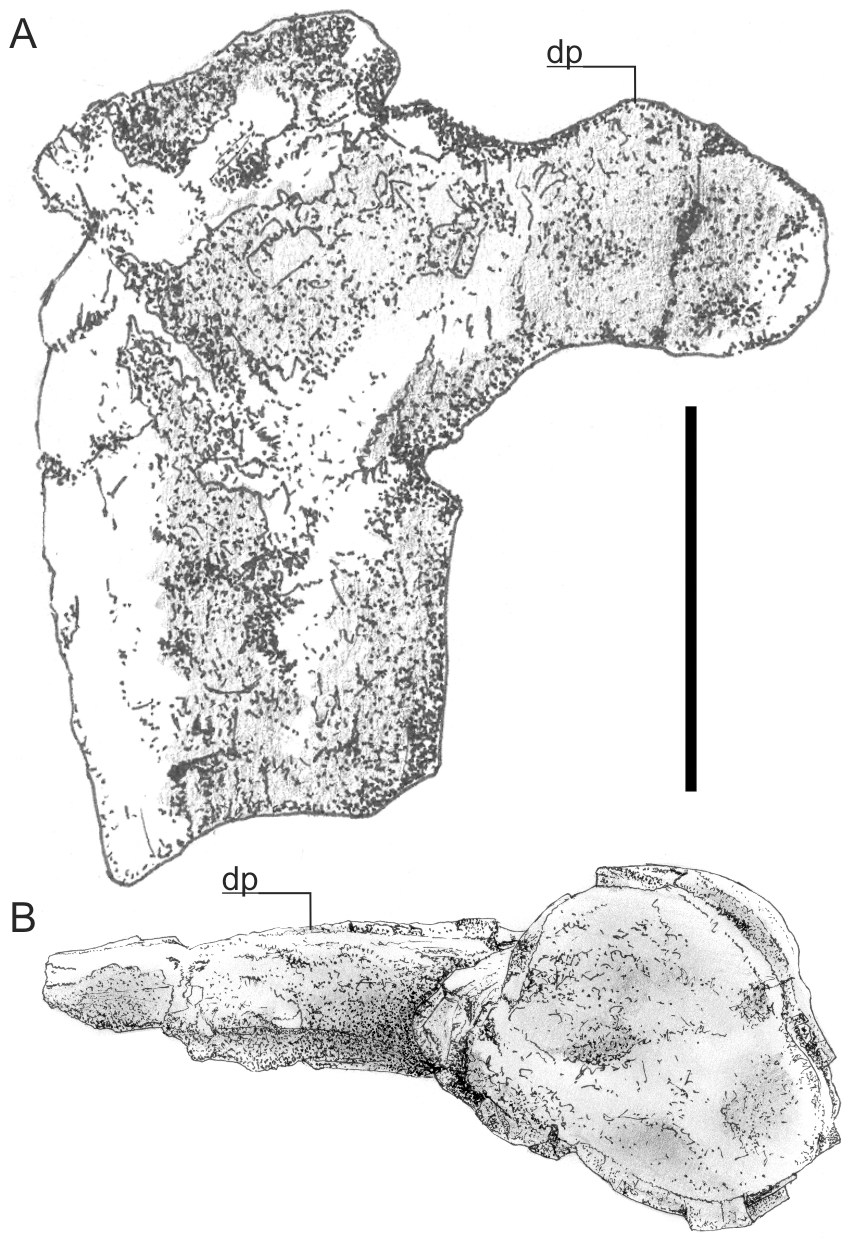
上腕骨の図。Aは側面から、Bは遠位からの図。
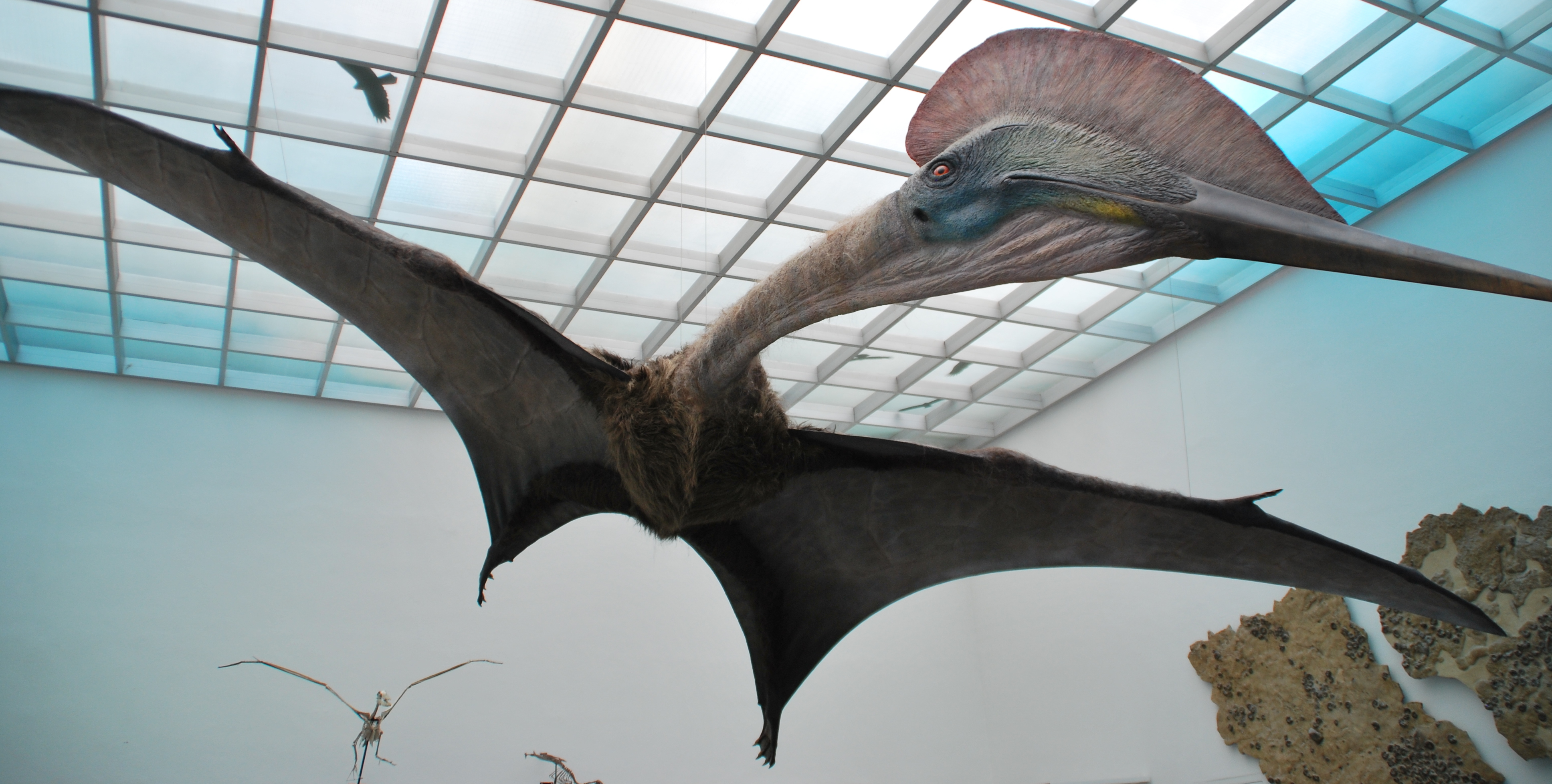
模型